# アンカレッジ地震 (2018年)
アンカレッジ地震（英語: 2018 Anchorage earthquake）は、2018年11月30日08時29分 AKST（17時29分 UTC）に、アメリカ合衆国アラスカ州の州都アンカレッジの北約13kmを震央として発生したモーメントマグニチュード（Mw）7.0の地震。震源の深さは40.9km、発震機構解は西北西から東南東に張力軸を持つ正断層型で、アリューシャン海溝から北アメリカプレート下に沈み込む太平洋プレート内で発生したスラブ内地震であった。この地震によって、アンカレッジで最大メルカリ震度のVIII（きわめて強い）を記録した。
最大余震は本震の約6分後に発生したM 5.7の地震。（12月1日現在）
この地震によって、地震発生直後にアンカレッジ周辺の一部地域で一時停電が発生した。アンカレッジ国際空港など震央周辺の空港は地震直後に業務を一時停止したが、数時間後に業務を再開している。
アンカレッジ周辺の道路の一部は路盤が崩壊するなどの重大な損傷が発生した。道路の完全復旧には1,2週間ほどかかる見込み。
また、建物の壁や天井が崩壊したり、窓ガラスが割れる被害が報告されている。
アラスカ鉄道は安全点検のため、1,2日間の運休を決定した。
アメリカ大統領のドナルド・トランプは地震直後にTwitterで、連邦政府は出費を惜しまない姿勢を示した。